# Thomas Kielinger

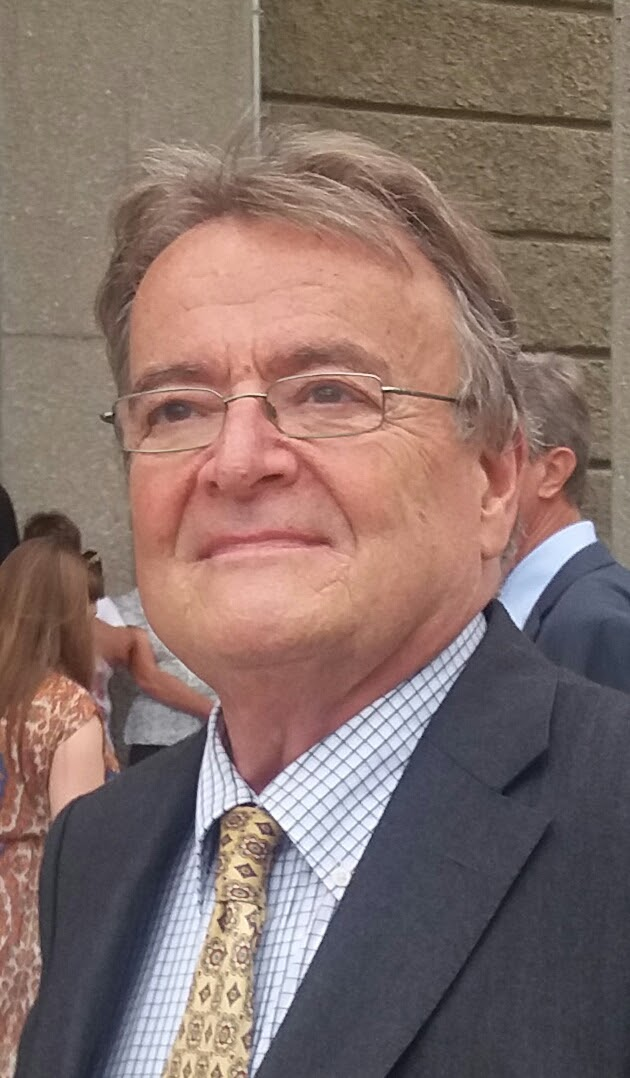
Thomas Kielinger (2016)

Thomas Kielinger OBE (* Juli 1940 in Danzig) ist ein deutscher Journalist und Autor, der lange Jahre Korrespondent der Welt in London war.

## Leben
Kielinger wurde 1940 als jüngstes von sechs Kindern in Danzig geboren. Er studierte an den Universitäten Münster und Bochum Anglistik, Germanistik und Philosophie (M.A.) sowie am University College Cardiff in Wales, wo er in den sechziger Jahren als Lektor am German Department tätig war. 
Im Februar 1971 trat Kielinger als Literaturkritiker in die Feuilleton-Redaktion der Tageszeitung Welt ein. Das Blatt schickte ihn 1977 mit Beginn der Amtszeit des Präsidenten Jimmy Carter als USA-Korrespondenten nach Washington, D.C., bis zum Ende der ersten Amtszeit Ronald Reagans.
1985 zurückgekehrt, wurde er Chefredakteur der Wochenzeitung Rheinischer Merkur, bis er sich 1994 als Autor und Berater für politische Stiftungen selbständig machte. Der Welt schloss er sich 1998 wieder an, diesmal als Korrespondent in London.
Kielinger gehörte mehrere Jahre lang zur Jury des Theodor-Wolff-Preises sowie zum Lenkungsausschuss der deutsch-englischen Königswinter-Konferenz der Deutsch-Britischen Gesellschaft. Er ist regelmäßiger Mitarbeiter der BBC und anderer britischer und deutscher Medien.
Mehrere Bücher zeugen von seinem Interesse an deutsch-britischen Themen. Nach „Die Kreuzung und der Kreisverkehr – Deutsche und Briten im Zentrum der europäischen Geschichte“ (Bouvier 1997; auch auf Englisch: „Crossroads and Roundabouts“), erschien 2009 sein Länderporträt „Großbritannien“, in der C. H. Beck-Reihe „Die Deutschen und ihre Nachbarn“ (hg. von Richard v. Weizsäcker und Helmut Schmidt). Darauf folgten die Biografien „Elizabeth II. – Das Leben der Queen“ (2011, ebenfalls bei C. H. Beck, 2014 auch bei dtv) und „Winston Churchill – Der späte Held“ (2014; eine Hörbuchfassung, gelesen von Gert Heidenreich, erschien 2015).
Im Frühjahr 2019 folgte eine Biographie über die Tudor-Königin Elisabeth I.

## Auszeichnungen
- 2016: Honorary Fellow der Universität Cardiff und vom St. Mary College, London
- 2001: Bundesverdienstkreuz Erster Klasse
- 1995: Ehrenoffizier des Order of the British Empire (OBE)
- 1993: Fellow an den School of Journalism, Cardiff
- 1990: Carlo Schmid-Preis, zusammen mit Gerhard von Glinski, „für eine mustergültig geführte Kontroverse zur Frage der künftigen deutschen Hauptstadt“
- 1984: Theodor-Wolff-Preis, für eine Reportage aus Amerika

## Schriften
- „Die Königin: Elisabeth I. und der Kampf um England“, C. H. Beck Verlag, München 2019, ISBN 978-3-406-73237-9.
- „Kleine Geschichte Grossbritanniens“, C. H. Beck Verlag, München 2016, ISBN 978-3-406-68953-6.
- „Winston Churchill. Der späte Held. Eine Biografie“, C. H. Beck Verlag, München 2014, ISBN 978-3-406-66889-0.
- „Elizabeth II. Das Leben der Queen“, C. H. Beck, München 2011, ISBN 978-3-406-62360-8; 5. Auflage 2022, ISBN 978-3-406-78426-2.
- „Großbritannien“, C. H. Beck, München 2009, ISBN 978-3-406-57849-6
- „Die Kreuzung und der Kreisverkehr. Deutsche und Briten im Zentrum der europäischen Geschichte“, Bouvier, Bonn 1997, ISBN 3-416-02668-3.
- „Crossroads and roundabouts – junctions in German-British Relations“ (engl.), Bouvier, Bonn 1997, ISBN 3-416-02668-3.
- „Orpheus im Intercity. Gedichte und Essay“, Neske, Stuttgart 1991, ISBN 3-7885-0342-4
- „Im Sog der Freiheit. Aufsätze zu Politik und Kultur“, Bouvier, Bonn/Berlin 1991, ISBN 3-416-02316-1.
- „Wohin mit Deutschland? Vereint an der Schwelle eines schwierigen Jahrzehnts“ (Hrsg.), Bonn/Berlin, Bouvier 1991, ISBN 3-416-02309-9.